# Аккуавива-Коллекроче
Аккуавива-Коллекроче (итал. Acquaviva Collecroce) —  коммуна в Италии, располагается в регионе Молизе, в провинции Кампобассо.
Население составляет 733 человека (2008 г.), плотность населения составляет 26 чел./км². Занимает площадь 28 км². Почтовый индекс — 86030. Телефонный код — 0875.
Покровителями коммуны почитаются Пресвятая Богородица (Santa Maria Esther), празднование 7 мая и 30 сентября, а также архангел Михаил, празднование 8 мая и 29 сентября. 
В комунне проживает некоторое количество молизских хорват.

## Демография
Динамика населения:

## Администрация коммуны
- Официальный сайт: http://www.kruc.it/